# Scheuchzers Wollgras
Das Scheuchzers Wollgras (Eriophorum scheuchzeri), auch Alpen-Wollgras genannt, ist eine Pflanzenart, aus der Gattung Wollgräser (Eriophorum) innerhalb der Familie der Sauergrasgewächse (Cyperaceae). Es trägt mit seinen weit bis in das Wasser vordringenden langen Ausläufern wesentlich zur Verlandung alpiner Gewässer bei.

## Beschreibung

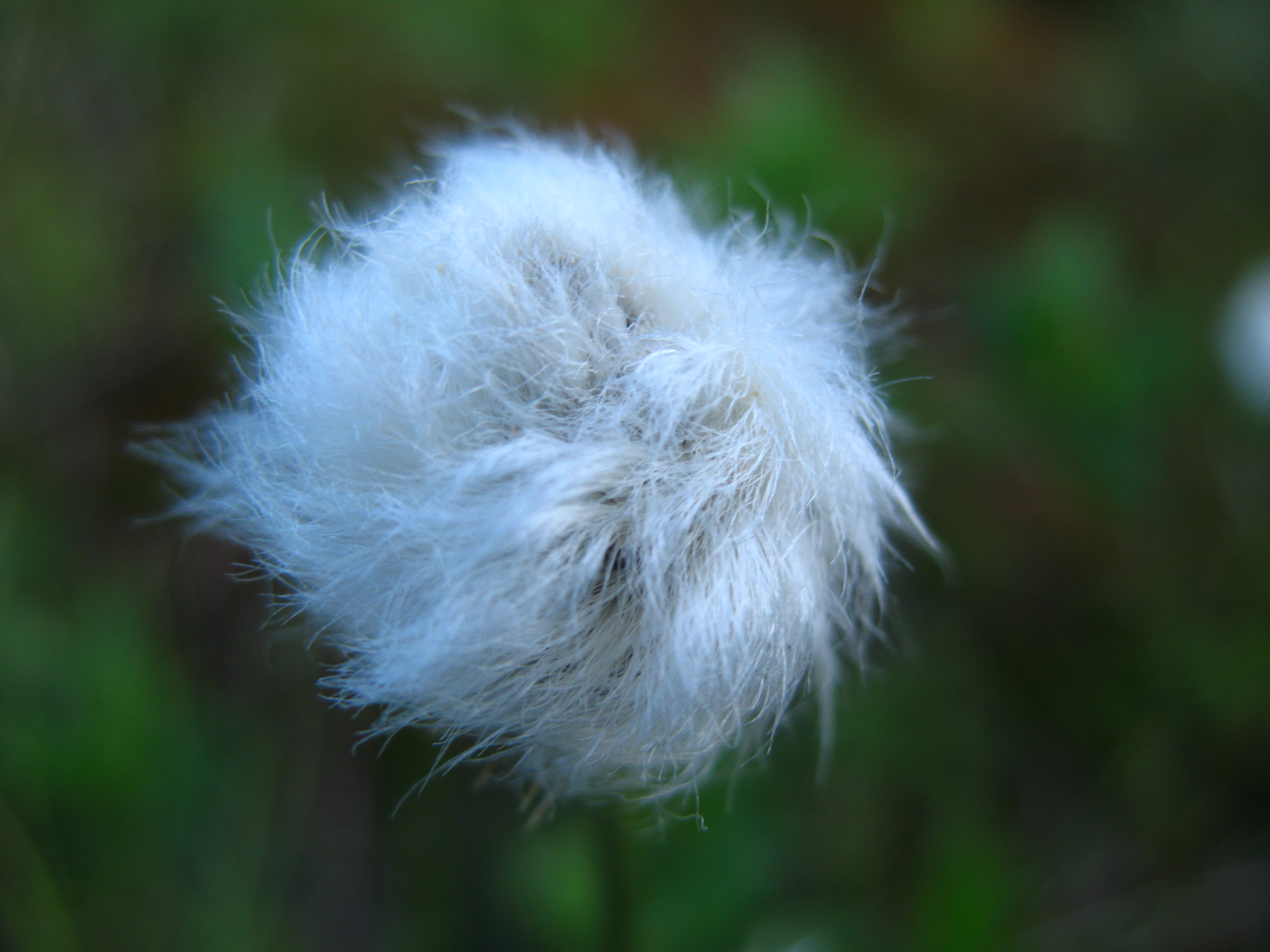
Fruchtstand

### Vegetative Merkmale
Scheuchzers Wollgras wächst als ausdauernde krautige Pflanze und erreicht Wuchshöhen von 10 bis 40 Zentimetern. Es bildet sehr lange rotbraune, etwa 1 Millimeter dicke Ausläufer. Die Stängel sind rund, aufrecht und bis 2 Millimeter dick. Die einfachen Blattspreiten sind kurz mit glattem Rand. Die Blattscheiden der obersten Stängelblätter sind nicht aufgeblasen. Auch das oberste Stängelblatt hat eine deutliche wenn auch kurze Blattspreite. Die Blattspreiten sind ganz glatt, binsenförmig und dicker als beim Scheiden-Wollgras (Eriophorum vaginatum).

### Generative Merkmale
Die Blütezeit reicht von Juni bis September.
Die Blütenähren sind breit verkehrt eiförmig bis fast kugelig. Sie sind zur Blütezeit 0,5 Zentimeter und später bis 3 Zentimeter lang. Die Spelzen sind schmal lanzettlich, allmählich lang zugespitzt, dunkelgrün bis schwärzlich. Sie haben manchmal eine schmalen weißlichen Rand. Die Hypogynen Fäden sin rein weiß und werden bis 3 Zentimeter lang. Die Antheren sind 0,5 bis 1 Millimeter lang. Die Frucht ist im Umriss lanzettlich bis verkehrt eiförmig, schwach dreikantig bis fast zylindrisch, spitz, 2 Millimeter lang und 0,5 Millimeter breit und dunkelbraun.
Die Chromosomenzahl der Art ist 2n = 58.

## Ökologie
Bei Scheuchzers Wollgras handelt es sich um einen Hemikryptophyten.

## Vorkommen
Das Verbreitungsgebiet von Scheuchzers Wollgras reicht von Europa bis zum westlichen Himalaja und zur Mongolei und umfasst das subarktische und subalpine Nordamerika. Die Art ist hauptsächlich zirkumpolar verbreitet. In Europa kommt es vor in Spanien, Frankreich, Deutschland, Schweiz, Italien, Österreich, Slowakei, Nordmazedonien, Rumänien, Ukraine, Island, Spitzbergen, Norwegen, Schweden, Finnland und Russland. Selten findet man Scheuchzers Wollgras meist in kleineren, gelegentlich auch in größeren Beständen vor allem in den Zentralketten der Alpen  mit kristallinem Gestein. In größeren Gebieten Mitteleuropas fehlt es ganz.
Scheuchzers Wollgras kommt in Höhenlagen von 1500 bis 2000 Metern in den subalpinen bis alpinen Höhenstufen vor. In den Allgäuer Alpen steigt es im Tiroler Teil nahe der Hermann-von-Barth-Hütte bis zu 2100 m Meereshöhe auf. Seinen höchsten Wuchsort findet es in den Alpen am Gandegg bei Zermatt von 2890 bis 2900 Meter. Es wächst auf nassen, mehr oder weniger nährstoffarmen Torfen. Scheuchzers Wollgras gedeiht in Flachmooren, vermoorten schlammigen Tümpeln, Gräben und Seen  und Verlandungszonen stehender Gewässer. Es gedeiht am besten auf nicht allzu basenartigen, torfigen oder rohhumushaltigen, nassen Böden. Wo es an Hochalpenseen mit flachen Ufern größere Bestände bildet, trägt es wesentlich zu deren Verlandung bei. Es ist eine Charakterart des Eriophoretum scheuchzeri aus dem Verband Caricion fuscae.
Die ökologischen Zeigerwerte nach Landolt & al. 2010 sind in der Schweiz: Feuchtezahl F = 5w+ (überschwemmt aber stark wechselnd), Lichtzahl L = 5 (sehr hell), Reaktionszahl R = 2 (sauer), Temperaturzahl T = 1+ (unter-alpin, supra-subalpin und ober-subalpin), Nährstoffzahl N = 2 (nährstoffarm), Kontinentalitätszahl K = 3 (subozeanisch bis subkontinental).

## Taxonomie
Scheuchzers Wollgras wurde 1800 von David Heinrich Hoppe in Botanisches Taschenbuch S. 104 als Eriophorum scheuchzeri erstbeschrieben. Das Artepitheton scheuchzeri ehrt Johannes Scheuchzer (1684–1738), den Verfasser einer Agrostographia Helvetica und Bruder des  Naturforschers Johann Jakob Scheuchzer.